# Torneo de Apertura ARUSA 2002
El Torneo de Apertura ARUSA de 2002 fue un torneo de rugby de primera división de Chile.
El campeón del torneo fue el club PWCC.

## Desarrollo
| Pos. | Equipo               | Encuentros | Encuentros | Encuentros | Encuentros | Tantos | Tantos | Tantos | Puntos |
| Pos. | Equipo               | PJ         | PG         | PE         | PP         | F      | C      | Dif    | Puntos |
| ---- | -------------------- | ---------- | ---------- | ---------- | ---------- | ------ | ------ | ------ | ------ |
| 1.º  | PWCC                 | 5          | 3          | 1          | 1          | 127    | 102    | +25    | 12     |
| 2.º  | Stade Français       | 5          | 3          | 0          | 2          | 120    | 103    | +17    | 11     |
| 3.º  | COBS                 | 5          | 2          | 1          | 2          | 93     | 103    | -10    | 10     |
| 4.º  | Old Boys             | 5          | 3          | 0          | 2          | 131    | 85     | +46    | 9      |
| 5.º  | Alumni SC            | 5          | 2          | 0          | 3          | 85     | 115    | -30    | 7      |
| 6.º  | Universidad Católica | 5          | 1          | 0          | 4          | 54     | 102    | -48    | 6      |

## Campeón
| Bandera de Chile |
| Campeón PWCC     |